# Legendy (album)
Legendy je název pátého studiového alba skupiny Arakain vydaného v roce 1995. 

## Seznam skladeb
Deska obsahuje 8 cover verzí známých skladeb: Texty napsal(i) Aleš Brichta.
| Pořadí         | Název                                                                | Délka |
| -------------- | -------------------------------------------------------------------- | ----- |
| 1.             | Karambol (Fireball – Deep Purple)                                    | 3:45  |
| 2.             | Eleanor Rigby (Eleanor Rigby – The Beatles)                          | 2:19  |
| 3.             | Hymna zoufalců (Immigrant Song – Led Zeppelin)                       | 2:08  |
| 4.             | Slečna závist (Lady in Black – Uriah Heep)                           | 4:44  |
| 5.             | Sněžná slepota (Snowblind – Black Sabbath)                           | 4:28  |
| 6.             | Dál dál se ptej (Far Far Away – Slade)                               | 3:17  |
| 7.             | Chameleon (Breaking the Law – Judas Priest)                          | 2:13  |
| 8.             | Derniera (Zbývá už jen mávnout) (The Railroad – Grand Funk Railroad) | 4:46  |
| Celková délka: | Celková délka:                                                       | 27:55 |

## Sestava
- Aleš Brichta – zpěv
- Zdeněk Kub – baskytara
- Jiří Urban – kytara
- Miroslav Mach - kytara
- Marek Žežulka – bicí